# Angela Volpini
Angela Volpini (Casanova Staffora, 3 giugno 1940) è una mistica e veggente italiana.
Nata in una famiglia di contadini in un paesino dell'Oltrepò Pavese, è nota in Italia e all'estero perché le sarebbe apparsa ottanta volte la Madonna (la prima il 4 giugno 1947, all'età di sette anni). La Chiesa cattolica non si è ancora espressa su tali apparizioni.

## Resoconto delle apparizioni mariane
La donna racconta che, mentre era in campagna a pascolare le mucche con suoi coetanei, a un certo punto si sentì chiamare dolcemente da una donna bellissima che la prese in braccio e le baciò i capelli, dicendo: «Sono venuta per insegnarvi la via della felicità sulla terra».
(Angela Volpini, nella sua autobiografia)
Gli altri bambini avrebbero visto soltanto Angela sollevarsi da terra, scappando spaventati per avvertire i genitori
Dopo di allora le apparizioni si sarebbero succedute regolarmente ogni giorno 4 del mese (con poche eccezioni), fino al 4 giugno 1956.
Pellegrini e curiosi si recarono in paese per assistere a queste estasi, con punte anche di 300.000 persone. I giornali dell'epoca riferirono particolari fenomeni solari coincidenti con questi eventi.  Secondo quanto riferito dalla bambina, durante le prime apparizioni la visione aveva detto: "Sono venuta per insegnarvi la via della felicità sulla terra" e "Sta' buona, prega, e io sarò la salvezza del tuo paese". Proprio quest'ultima frase fu motivo di discussione e oggetto di strumentalizzazioni durante il periodo delle elezioni politiche in Italia del 1948.
Angela fu esaminata da una commissione di teologi e di psichiatri, i quali dopo averla esaminata arrivarono alla conclusione che era sana di mente e in buona fede.
Nel 1949 dovette abbandonare la scuola mentre frequentava la terza elementare, anche perché i pellegrini irrompevano spesso nell'istituto.
Quella scuola dopo alcuni anni divenne il centro di "Nova Cana", fondato da Angela come luogo di dialogo e di incontro.
Nel luogo delle apparizioni, nel 1957, con decreto del vescovo della diocesi di Tortona, Egisto Domenico Melchiori, iniziarono i lavori per erigere la cosiddetta "Chiesa del Bocco".